# السعادة (الشرقية)
قرية السعادة هي إحدى القرى التابعة لمركز الزقازيق في محافظة الشرقية في جمهورية مصر العربية. حسب إحصاءات سنة 2006، بلغ إجمالي السكان في السعادة 4677 نسمة، منهم 2435 رجل و2242 امرأة.